# Campionatul Mondial al Cluburilor FIFA 2019
Campionatul Mondial al Cluburilor 2019 (cunoscută oficial ca Campionatul Mondial al Cluburilor FIFA Qatar 2019, prezentat de Alibaba Cloud din motive de sponsorizare) a fost cea de-a 16-a ediție a Campionatului Mondial al Cluburilor FIFA, un turneu internațional organizat FIFA de fotbal în cluburi între câștigătorii celor șase confederații continentale, precum și campionii ligii națiunii gazdă. Turneul a fost găzduit de Qatar în perioada 11 - 21 decembrie 2019, având loc pe două stadioane din Doha.
Liverpool a câștigat finala 1-0 după prelungiri contra Flamengo pentru primul lor titlu la această competiție.

## Echipe calificate
| Echipa                                               | Confederația            | Calificare                                        | Participare                      |
| Vor intra în semifinale                              | Vor intra în semifinale | Vor intra în semifinale                           | Vor intra în semifinale          |
| ---------------------------------------------------- | ----------------------- | ------------------------------------------------- | -------------------------------- |
| Flamengo                                             | CONMEBOL                | Câștigătorii al Copa Libertadores 2019            | Prima                            |
| Liverpool                                            | UEFA                    | Câștigătorii al Liga Campionilor 2018-2019        | A doua (Anterioare: 2005)        |
| Vor intra în sferturi de finale                      |                         |                                                   |                                  |
| Al-Hilal                                             | AFC                     | Câștigătorii al 2019 AFC Champions League         | Prima                            |
| Espérance de Tunis                                   | CAF                     | Câștigătorii al 2019 CAF Champions League         | A treia (Anterioare: 2011, 2018) |
| CF Monterrey                                         | CONCACAF                | Câștigătorii al 2018–19 CONCACAF Champions League | A 2-a (Anterioare: 2012)         |
| Vor intra în play–off–ul pentru sferturile de finală |                         |                                                   |                                  |
| Hienghène Sport                                      | OFC                     | Câștigătorii al 2019 OFC Champions League         | Prima                            |
| Al Sadd SC                                           | AFC (Gazdă)             | Câștigătorii campionatului gazdă                  | A 2-a (Anterioare: 2011)         |

## Stadioane și orașe
FIFA a anunțat cele trei stadioane pentru turneu, împreună cu programul meciului, la 30 septembrie 2019. Toate cele trei stadioane au fost situate în Doha, Stadionul Jassim bin Hamad și Stadionul Internațional Khalifa au găzduit meciuri la Cupa Asiei AFC din 2011, inclusiv finala pentru acesta din urmă. Stadionul Orașul Educației nou construit, care a fost selectat pentru a găzdui meciul final, este, de asemenea, un loc gazdă pentru Campionatul Mondial de Fotbal 2022, precum și Stadionul Internațional Khalifa. La 7 decembrie 2019, FIFA a mutat toate cele trei meciuri (a doua semifinală pe 18 decembrie și meciul pentru locul trei și finala din 21 decembrie) care urmau să se joace pe Stadionul Orașul Educației pe Stadionul Internațional Khalifa după ce deschiderea Stadionului Orașul Educației a fost amânat la începutul anului 2020.
| Stadionul Fundația Qatar | Stadionul Internațional Khalifa |
| Capacitate: 45.350       | Capacitate: 40.000              |
|                          |                                 |

## Arbitri oficiali
Pentru turneu au fost numiți în total cinci arbitri, zece arbitri asistenți și șase arbitri asistenți video.
| Confederation | Referee               | Assistant referees                     | Video assistant referee             |
| ------------- | --------------------- | -------------------------------------- | ----------------------------------- |
| AFC           | Abdulrahman Al-Jassim | Taleb Al-Marri Saoud Al-Maqaleh        | Fu Ming                             |
| CAF           | Mustapha Ghorbal      | Mahmoud Abouelregal Mokrane Gourari    | Bakary Gassama                      |
| CONCACAF      | Ismail Elfath         | Kyle Atkins Corey Parker               | Alan Kelly                          |
| CONMEBOL      | Roberto Tobar         | Christian Schiemann Claudio Rios Ortiz | Esteban Ostojich                    |
| UEFA          | Ovidiu Hațegan        | Octavian Șovre Sebastian Gheorghe      | Juan Martínez Munuera Benoît Millot |

## Meciurile
|  | Play-off           | Play-off              |                       |          | Sferturi     | Sferturi |             |             | Semifinale | Semifinale |  |  | Finala | Finala |
|  |                    |                       |                       |          |              |          |             |             |            |            |  |  |        |        |
|  | Al-Sadd            | 3 d.p.                |                       |          |              |          |             |             |            |            |  |  |        |        |
|  | Al-Sadd            | 3 d.p.                |                       |          |              |          |             |             |            |            |  |  |        |        |
|  | Hienghène Sport    | 1                     |                       |          | CF Monterrey | 3        |             |             |            |            |  |  |        |        |
|  | Hienghène Sport    | 1                     |                       |          | CF Monterrey | 3        |             |             |            |            |  |  |        |        |
|  |                    |                       |                       |          | Al-Sadd      | 2        |             |             |            |            |  |  |        |        |
|  | CF Monterrey       | 1                     |                       |          | Al-Sadd      | 2        |             |             |            |            |  |  |        |        |
|  | CF Monterrey       | 1                     |                       |          |              |          |             |             |            |            |  |  |        |        |
|  |                    |                       | Liverpool FC          | 2        |              |          |             |             |            |            |  |  |        |        |
|  |                    |                       | Liverpool FC          | 2        |              |          |             |             |            |            |  |  |        |        |
|  |                    |                       |                       |          |              |          |             |             |            |            |  |  |        |        |
|  |                    |                       |                       |          |              |          |             |             |            |            |  |  |        |        |
|  | Liverpool FC       | 1                     |                       |          |              |          |             |             |            |            |  |  |        |        |
|  | Liverpool FC       | 1                     |                       |          |              |          |             |             |            |            |  |  |        |        |
|  |                    | Flamengo              | 0                     |          |              |          |             |             |            |            |  |  |        |        |
|  |                    |                       | 0                     | Al-Hilal | 1            |          |             |             |            |            |  |  |        |        |
|  |                    |                       |                       |          |              |          |             |             |            |            |  |  |        |        |
|  |                    | Espérance de Tunis    | 0                     |          |              |          |             |             |            |            |  |  |        |        |
|  | Flamengo           | Espérance de Tunis    | 0                     | 3        |              |          |             |             |            |            |  |  |        |        |
|  | Flamengo           | Meciul pentru locul 5 | Meciul pentru locul 5 | 3        |              |          | Finala mică | Finala mică |            |            |  |  |        |        |
|  |                    | Meciul pentru locul 5 | Meciul pentru locul 5 |          | Al-Hilal     | 1        | Finala mică | Finala mică |            |            |  |  |        |        |
|  | Al-Sadd            | 2                     | CF Monterrey          | 2 (4)    | Al-Hilal     | 1        |             |             |            |            |  |  |        |        |
|  | Al-Sadd            | 2                     | CF Monterrey          | 2 (4)    |              |          |             |             |            |            |  |  |        |        |
|  | Espérance de Tunis | 6                     | Al-Hilal              | 2 (3)    |              |          |             |             |            |            |  |  |        |        |
|  | Espérance de Tunis | 6                     | Al-Hilal              | 2 (3)    |              |          |             |             |            |            |  |  |        |        |
|  |                    |                       |                       |          |              |          |             |             |            |            |  |  |        |        |

### Play off pentru sferturi
| Al Sadd SC                                 | 3–1 (d.p.) | Hienghène Sport |
| ------------------------------------------ | ---------- | --------------- |
| - Bounedjah 26' - Hassan 100' - Ró-Ró 114' | Report     | - Roine 46'     |

### Sferturi de finală
| Al-Hilal    | 1–0    | Espérance de Tunis |
| ----------- | ------ | ------------------ |
| - Gomis 73' | Report |                    |

| Monterrey                                         | 3–2    | Al-Sadd                      |
| ------------------------------------------------- | ------ | ---------------------------- |
| - Vangioni 23' - Funes Mori 45+1' - Rodríguez 77' | Report | - Bounedjah 66' - Hassan 89' |

### Meci pentru locul cinci
| Al-Sadd                                       | 2–6    | Espérance de Tunis                                           |
| --------------------------------------------- | ------ | ------------------------------------------------------------ |
| - Bounedjah 32' (pen.) - Al-Haydos 49' (pen.) | Report | - Elhouni 8', 42', 74' - Badri 14', 25' (pen.) - Derbali 87' |

### Semifinale
| Flamengo                                                         | 3–1    | Al-Hilal         |
| ---------------------------------------------------------------- | ------ | ---------------- |
| - De Arrascaeta 49' - Bruno Henrique 78' - Al-Bulaihi 82' (aut.) | Report | - Al-Dawsari 18' |

| Monterrey        | 1–2    | Liverpool                   |
| ---------------- | ------ | --------------------------- |
| - Funes Mori 14' | Report | - Keïta 12' - Firmino 90+1' |

### Meci pentru locul trei
| Monterrey                                                | 2–2 (d.p.) | Al-Hilal                                                    |
| -------------------------------------------------------- | ---------- | ----------------------------------------------------------- |
| - A. González 55' - Meza 60'                             | Report     | - Carlos Eduardo 35' - Gomis 66'                            |
| - J. González - Medina - Funes Mori - Vásquez - Cárdenas | 4–3        | - Gomis - Giovinco - Carlos Eduardo - Jang Hyun-soo - Kanno |

### Finala
| Liverpool     | 1–0 (d.p.) | Flamengo |
| ------------- | ---------- | -------- |
| - Firmino 99' | Report     |          |

## Marcatori
La 21 Decembrie 2019.
| Loc | Jucător                | Echipa             | Goluri |
| --- | ---------------------- | ------------------ | ------ |
| 1   | Baghdad Bounedjah      | Al-Sadd            | 3      |
| 1   | Hamdou Elhouni         | Espérance de Tunis | 3      |
| 3   | Anice Badri            | Espérance de Tunis | 2      |
| 3   | Roberto Firmino        | Liverpool          | 2      |
| 3   | Rogelio Funes Mori     | Monterrey          | 2      |
| 3   | Bafétimbi Gomis        | Al-Hilal           | 2      |
| 3   | Abdelkarim Hassan      | Al-Sadd            | 2      |
| 5   | Bruno Henrique Pinto   | Flamengo           | 1      |
| 5   | Carlos Eduardo         | Al-Hilal           | 1      |
| 5   | Salem Al-Dawsari       | Al-Hilal           | 1      |
| 5   | Giorgian De Arrascaeta | Flamengo           | 1      |
| 5   | Sameh Derbali          | Espérance de Tunis | 1      |
| 5   | Alfonso González       | Monterrey          | 1      |
| 5   | Hassan Al-Haydos       | Al-Sadd            | 1      |
| 5   | Naby Keïta             | Liverpool          | 1      |
| 5   | Maximiliano Meza       | Monterrey          | 1      |
| 5   | Carlos Rodríguez       | Monterrey          | 1      |
| 5   | Antoine Roine          | Hienghène Sport    | 1      |
| 5   | Ró-Ró                  | Al-Sadd            | 1      |
| 5   | Leonel Vangioni        | Monterrey          | 1      |

1 autogol
- Ali Al-Bulaihi (Al-Hilal în meciul cu Flamengo)

## Clasament final
În conformitate cu convenția statistică din fotbal, meciurile decise în prelungiri au fost considerate câștiguri și pierderi, în timp ce meciurile decise prin lovituri de departajare au fost contabilizate drept remize.
| Loc | Echipa                   | MJ | V | E | Î | GM | GP | DG | Pct |
| --- | ------------------------ | -- | - | - | - | -- | -- | -- | --- |
| 1   | Liverpool (UEFA)         | 2  | 2 | 0 | 0 | 3  | 1  | +2 | 6   |
| 2   | Flamengo (CONMEBOL)      | 2  | 1 | 0 | 1 | 3  | 2  | +1 | 3   |
| 3   | Monterrey (CONCACAF)     | 3  | 1 | 1 | 1 | 6  | 6  | 0  | 4   |
| 4   | Al-Hilal (AFC)           | 3  | 1 | 1 | 1 | 4  | 5  | −1 | 4   |
| 5   | Espérance de Tunis (CAF) | 2  | 1 | 0 | 1 | 6  | 3  | +3 | 3   |
| 6   | Al-Sadd (AFC) (H)        | 3  | 1 | 0 | 2 | 7  | 10 | −3 | 3   |
| 7   | Hienghène Sport (OFC)    | 1  | 0 | 0 | 1 | 1  | 3  | −2 | 0   |

## Premii
La încheierea turneului au fost acordate următoarele premii. Mohamed Salah de la Liverpool a câștigat premiul Balonul de Aur, sponsorizat de Adidas, care este atribuită în comun cu Alibaba cu premiul Jucătorul Turneului.
| Balonul de Aur            | Balonul de Argint         | Balonul de Bronz          |
| ------------------------- | ------------------------- | ------------------------- |
| Mohamed Salah (Liverpool) | Bruno Henrique (Flamengo) | Carlos Eduardo (Al-Hilal) |
| Premiul FIFA Fair Play    |                           |                           |
| Espérance de Tunis        |                           |                           |